# Zawiesie

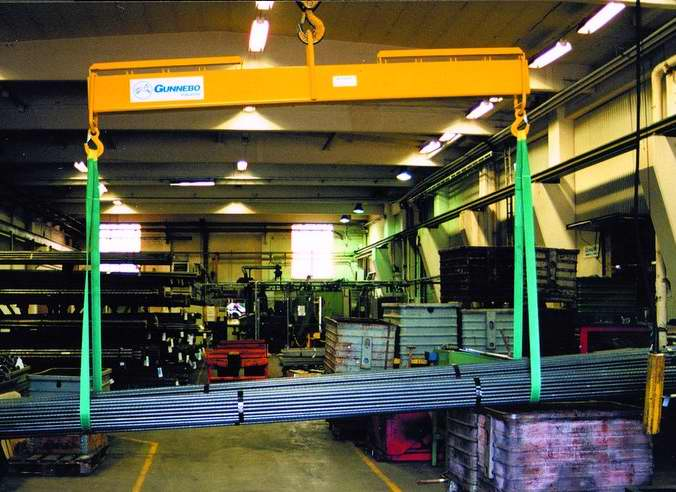
Zawiesie jednobelkowe, regulowane

Zawiesie – urządzenie będące wyposażeniem urządzenia dźwigowego żurawia, cięgnika lub suwnicy służące do zawieszania, obwiązywania lub podtrzymywania podnoszonego ładunku. W większości przypadków zawiesie nie jest integralnym elementem dźwignicy a jest jedynie zawieszane na haku zblocza.
Do budowy zawiesi wykorzystuje się ogromną różnorodność materiałów i komponentów. Najbardziej rozpowszechnione są zawiesia cięgnowe zbudowane z ogniwa zbiorczego, do którego przymocowane są cięgna. Na końcach cięgien stosuje się haki. Zawiesie może posiadać elementy służące do regulacji długości.
Zawiesia belkowe zwane trawersami mają postać belki z głównym uchwytem lub zawiesiem u góry do zawieszenia na dźwignicy oraz zakończeniami chwytnymi w postaci szekli, haków lub cięgien. Zakończenia mogą mieć regulowane położenie i długość.
Klasyfikacja zawiesi:
- ogólnego przeznaczenia - cięgnowe 
  - łańcuchowe (o długości regulowanej lub stałej)
    - jednocięgnowe
    - dwuciegnowe
    - trzycięgnowe
    - czterociegnowe
    - jednopętlowe
    - dwupętlowe
    - o obwodzie zamkniętym
    - z hakiem lub ogniwem

  - z lin stalowych
    - jednocięgnowe
    - dwuciegnowe
    - trzycięgnowe
    - czterocięgnowe
    - o obwodzie zamkniętym
    - siatki

  - z pasów włókiennych lub syntetycznych
    - jednocięgnowe
    - o obwodzie zamkniętym
    - siatki

  - z lin włókiennych lub syntetycznych
    - jednocięgnowe
    - dwucięgnowe
    - trzycięgnowe
    - czterocięgnowe
    - o obwodzie zamkniętym
    - jednopętlowe
    - dwupętlowe
    - siatki

- specjalnego przeznaczenia – chwytne i zaczepowe
  - pojedyncze lub wielokrotne
    - samozaciskowe do blach (w położeniu pionowym lub poziomym)
    - chwytne do kształtowników, szyn
    - do elementów walcowanych
      - kabłąkowe trawersowe
      - szczękowe wielokrotne

    - zaczepowe do rur
    - zaczepowe kabłąkowe wielokrotne do dłużnic
    - zawiesia do palet
      - widłowe
      - widłowe prostowodne

    - zawiesia do kręgów
      - kabłąkowe jednorożne
      - chwytne dwuszczękowe
      - zaczepowe dwuszczękowe

    - kabłąkowe jednorożne do wyładunku wagonów krytych
    - zawiesia do beczek
      - chwytne zaczepowe
      - chwytne jednoszczękowe
      - zaczepowe wielokrotne

    - chwytne dwuszczękowe do skrzyń
    - zawiesia do kontenerów
    - zawiesia podciśnieniowe (przyssawkowe)

Od czasu akcesji Polski do Unii Europejskiej zawiesia podlegają przepisom Dyrektywy Maszynowej, która, także poprzez wiele szczegółowych norm zharmonizowanych, wprowadza wymagania dotyczące samych zawiesi jak również  komponentów, z  których zawiesia są  wytwarzane.
Jedynie zawiesia spełniające wymagania określone w Dyrektywie Maszynowej mogą być oznaczone symbolem CE.